# دسمبرای
دسمبرای (به لاتین: 1 Decembrie) یک منطقهٔ مسکونی در رومانی است که در شهرستان ایلفوو واقع شده‌است. دسمبرای ۹٬۴۳۶ نفر جمعیت دارد.